# Warren Wolf
Warren Wolf jr. (Baltimore (Maryland), 10 november 1979) is een Amerikaanse jazzvibrafonist.

## Biografie
Onder de voogdij van zijn vader Warren Wolf sr., begon Warren op 3-jarige leeftijd met zijn muziekstudies, waarbij hij vibrafoon, marimba, drums en piano leerde. Als klassiek geschoolde muzikant volgde hij acht jaar het voorbereidingsprogramma van het Peabody Institute. Hij ging naar de middelbare school aan de Baltimore School for the Arts, waar hij in 1997 afstudeerde en vervolgens ging naar het Berklee College of Music, waar hij studeerde onder jazzvibrafonist Dave Samuels gedurende zeven van de acht semesters, het resterende semester werd besteed aan het ontvangen van instructies van vibrafonist Ed Saindon. Tijdens zijn tijd bij Berklee was Wolf een actief lid van het Bostonse jazzcircuit, speelde hij vibrafoon, drums en piano en met zijn vriend, trompettist Jason Palmer, leidde hij een band in Wally's Cafe, de legendarische Boston-jazzlocatie waar hij werkte als huisdrummer. Hij studeerde in 2001 af aan Berklee en bleef als lokale muzikant actief in het jazzcircuit van Boston. In september 2003 werd Wolf instructeur op de percussie-afdeling van Berklee, hij gaf privélessen over vibrafoon en drums en gaf les in een beginnersklas voor eerstejaars met als hoofdvak drumprestaties.
Sinds hij Berklee in 2005 verliet voor Baltimore, is Wolf actief in het internationale jazzcircuit, toert hij met Bobby Watsons Live and Learn Sextet, Karriem Riggins' Virtuoso Experience, Donal Fox's Scarlatti Jazz Suite Project, Christian McBride & Inside Straight en met zijn eigen band jonge muzikanten Wolfpack. Zijn reputatie als begaafde jazzleeuw wordt erkend door gerespecteerde jazzcritici als Ben Ratliff van de New York Times, die Wolfs optreden van 16 november 2011 op 92Y Street Y's 92YTribeca gunstig beoordeelde, gekenmerkt door NPR met een video van 60 minuten op haar website.
Wolf heeft verschillende opnamen gemaakt als leider en sideman. Zijn recente werk, de gelijknamige Warren Wolf (2011), bevat Christian McBride op bas, Peter Martin op piano, Greg Hutchinson op drums, Tim Green op alt- en sopraansaxofoons en Jeremy Pelt op trompet. In het New York Daily News op 15 oktober 2011 schreef Greg Thomas over de cd: 'Zeggen dat Warren Wolfs Mack Avenue-debuut gunstig is, zou een understatement zijn. Ongetwijfeld is dit een van de beste van het jaar in jazz'. Andere opmerkelijke opnamen van Wolf als leider zijn Incredible Jazz Vibes (2005) (met Mulgrew Miller op piano, Vicente Archer op bas en Kendrick Scott op drums) en Black Wolf (2009) (met Mulgrew Miller op piano, Rodney Whitaker op bas en Jeff 'Tain' Watts op drums). Wolf is ook een fervent gewichtheffer en vader van vijf kinderen.

## Discografie

### Albums
- 2011: Warren Wolf (Mack Avenue)
- 2013: Wolfgang (Mack Avenue)
- 2016: Convergence (Mack Avenue)
- 2020: Reincarnation (Mack Avenue)

### Compilaties
- 2014: It's Christmas on Mack Avenue (Mack Avenue)
- 2014: Live from the Detroit Jazz Festival, 2013 (Mack Avenue)

### MetChristian McBride
- 2009: Kind of Brown (Mack Avenue)

- International Standard Name Identifier: 0000 0003 7738 8624
- Library of Congress Control Number: no2012093992
- MusicBrainz: d48ef31d-b72c-403c-bef1-c7f606804a27
- Virtual International Authority File: 255005783
- WorldCat: E39PBJjXkCmYywhFyGp8vBQyVC